# Holl Zsuzsa
Holl Zsuzsa (Budapest, 1949. november 23. –) magyar színésznő.

## Élete
A budapesti Madách Imre Gimnáziumban érettségizett 1968-ban. 1969-től a Nemzeti Színház stúdiósaként kezdett színészettel foglalkozni. 1972–1976 között a Színház- és Filmművészeti Főiskola hallgatója volt, Simon Zsuzsa osztályában. A diploma után egy évre a győri Kisfaludy Színházhoz szerződött, majd 1977-től a Miskolci Nemzeti Színházban játszott. 1980-tól a kecskeméti Katona József, 1986-ban a Szegedi Nemzeti Színház tagja lett. 1988–1993 között Békéscsabára szerződött a Békés Megyei Jókai Színházban játszott. 1997-től 2000-ig az egri Gárdonyi Géza Színház tagja volt. Vendégművészként szerepelt a Nemzeti Színházban, a Magyar Színházban a tatabányai Jászai Mari Színházban és a Vígszínházban is.

## Fontosabb színházi szerepei
- William Shakespeare: Veronai fiúk... Júlia
- Friedrich Schiller: Ármány és szerelem... Lujza
- Carlo Goldoni: A chioggiai csetepaté... Lucietta
- Carlo Goldoni: Nem mindennapi házasság... Giannina
- Johann Wolfgang von Goethe: Clavigo... Marie
- Benjamin Jonson: A hallgatag hölgy... Madame Centaure
- Alfred de Musset: Lorenzaccio... Caterina Soderini
- Mark Twain: Koldus és királyfi... Edward
- Eugène Scribe: Egy pohár víz... Abigail
- Fjodor Mihajlovics Dosztojevszkij: A félkegyelmű... Adelaida
- Anton Pavlovics Csehov: Ivanov... Szása
- Valentyin Petrovics Katajev – Aldobolyi Nagy György: A kör négyszögesítése... Ludmilla
- Edmond Rostand: Cyrano de Bergerac... Clara nővér
- Jean Anouilh: Becket, vagy Isten becsülete... Gwendoline
- Friedrich Dürrenmatt: Az öreg hölgy látogatása... Ottília, Illék leánya
- Mitch Leigh – Dale Wasserman – Joe Darion: La Mancha lovagja... Aldonza
- Brandon Thomas: Charley nénje... Annie Spittigue
- Woody Allen: Játszd újra, Sam!... Gina
- Peter Shaffer: Játék a sötétben... Carol Melkett
- Agatha Christie: Eszményi gyilkos... Laura Warwick
- John Braden – Paul Foster: Színezüst csehó... Pearly Porter
- Stanisław Ignacy Witkiewicz: Az őrült és az apáca... Anna nővér, apáca
- Tadeusz Różewicz: Fehér házasság... Bianka
- Maurice Maeterlinck: A kék madár... Az éjszaka
- Jevgenyij Lvovics Svarc: Hókirálynő... Hókirálynő
- Gaston Leroux – Tasnádi Márton: Az operaház fantomja... Carlotta
- Szigligeti Ede: Liliomfi... Mariska
- Vörösmarty Mihály: Csongor és Tünde... Tünde; Mirigy
- Mikszáth Kálmán – Szakonyi Károly: Szent Péter esernyője... Srankóné
- Krúdy Gyula – Kapás Dezső: Rezeda Kázmér szép élete... szereplő
- Molnár Ferenc: Liliom... Mari
- Móricz Zsigmond: Légy jó mindhalálig... Doroghyné
- Hegedüs Géza – Rencz Antal: Szent László legendája... Judit
- Heltai Jenő: A néma levente... Beatrix
- Weöres Sándor: A holdbeli csónakos... Temora
- Sarkadi Imre: Oszlopos Simeon... Zsuzsi
- Gyurkó László: Faustus doktor boldogságos pokoljárása... szereplő
- Páskándi Géza: Vendégség... Mária
- Száraz György: A nagyszerű halál... Wenckheim Károlyné Radetzky Friderika
- Karinthy Ferenc: Leánykereskedő... Mezőhegyesiné
- Tabi László: Párizsi vendég... Párizsi vendég
- Szabó Magda: Régimódi történet... Margit
- Vaszary Gábor: Bubus... Jolán
- Abay Pál: Luftballon - az ügyeletes zseni... Sas Gigi, foto- és polbeat művész
- Békeffi István – Lajtai Lajos: Régi nyár... Mimóza
- Vándorfi László: Paraszt dekameron... Apácafőnöknő; Királyné; Halál
- Károlyi Gáspár – Vándorfi László: Jézus Krisztus, az embernek fia... Mária
- Müller Péter – Tolcsvay László – Bródy János: Doktor Herz... Sally Mezzabotta

## Film, televízió
- Utazás Jakabbal (1972)
- Jó utazást! (1976)
- Sínen vagyunk (1976)
- Operabál 13. (1977)
- A tanítvány (1977)
- Meztelenül (1978)
- Örökkön-örökké (1984)
- Megbízható úriember (1984)
- Vonzások és választások (1985)
- Dráma a vadászaton (1986)
- Solness építőmester
- A fekete kolostor (1986)
- A nagy generáció (1988)
- Üvöltés 5.: – A legenda újjászületik (1989)
- Az aranygyapjú elrablása (1989)
- Gaudiopolis – In memoriam Sztehlo Gábor (1989)
- Béketárgyalás, avagy az évszázad csütörtökig tart (1989)
- Szomszédok (sorozat) 28. rész (1988) 158. rész (1993)
- Taxandria (1994)
- Helycsere (1994)
- Honfoglalás (1996)
- Kisváros (sorozat) Orvosi eset című rész (2000)
- József és testvérei – Jelenetek a parasztbibliából (2004)
- A csíkos pizsamás fiú (2008)
- Rucomil (2014)
- Ketten Párizs ellen 3. rész (2015)
- Mintaapák (2019, 2020)
- Ki vagy te (2023)

## Díjak
- Nívódíj (1981)

## Előadóest
- Szeress, csak szeress!
- Latinovits Zoltán-emlékest
- „Úgy éltem életem…” – Radnóti Miklós-est (közreműködő, szerkesztő, dramaturg)